# 1902-es magyar úszóbajnokság
Az 1902-es magyar úszóbajnokság versenyszámait augusztus 15-én rendezték meg a Városligeti-tóban.

## Eredmények

### Férfiak
| Versenyszám            | Arany               | Arany | Ezüst          | Ezüst | Bronz | Bronz |
| ---------------------- | ------------------- | ----- | -------------- | ----- | ----- | ----- |
| 100 yard gyorsúszás    | Halmay Zoltán MUE   | 1:08  | Gräfl Ödön MUE |       |       |       |
| 1 mérföldes gyorsúszás | Balatoni Károly MAC | 27:40 |                |       |       |       |